# Laduvedgeting
Laduvedgeting (Symmorphus allobrogus) är en stekelart som först beskrevs av Henri Saussure 1855. Enligt Catalogue of Life ingår laduvedgeting i släktet vedgetingar och familjen Eumenidae, men enligt Dyntaxa är tillhörigheten istället släktet vedgetingar och familjen getingar. Arten är reproducerande i Sverige. Inga underarter finns listade i Catalogue of Life.